# بيورن آموت
بيورن آموت (بالنرويجية البوكمول: Bjørn Aamodt)‏ هو كاتب وشاعر نرويجي، ولد في 24 فبراير 1944، وتوفي في 29 أبريل 2006.